# Пен Вали (Калифорнија)
Пен Вали (енгл. Penn Valley) насељено је место без административног статуса у америчкој савезној држави Калифорнија.

## Демографија
По попису из 2010. године број становника је 1.621, што је 234 (16,9%) становника више него 2000. године.
| Група             | 2000.         | 2010.         |
| Белци             | 1.256 (90,6%) | 1.351 (83,3%) |
| Афроамериканци    | 11 (0,8%)     | 9 (0,6%)      |
| Азијати           | 10 (0,7%)     | 23 (1,4%)     |
| Хиспаноамериканци | 62 (4,5%)     | 143 (8,8%)    |
| Укупно            | 1.387         | 1.621         |